# روبرتو چن
روبرتو چن (انگلیسی: Roberto Chen؛ زادهٔ ۲۴ مهٔ ۱۹۹۴) بازیکن فوتبال اهل پاناما است که در پست مدافع میانی برای باشگاه فاس سالوادور بازی می‌کند. او همچنین توانایی بازی در پست مدافع سمت راست را دارد.
وی همچنین در تیم‌های ملی فوتبال زیر ۱۷ سال پاناما, زیر ۲۰ سال پاناما, زیر ۲۳ سال پاناما و پاناما بازی کرده‌است.